# Muiden
Muiden este o comună și o localitate în provincia Olanda de Nord, Țările de Jos. 

## Localități componente
Muiden, Muiderberg.